# Gucci
Gucci er et italiensk designerbrand i højt prisleje. Primærområdet er accessories til både kvinder og mænd.

## Historie
Guccio Gucci åbnede i 1921 sin første forretning i Firenze. Den blev udgangspunkt for et af verdens førende varemærker.
Gucci havde i en årrække arbejdet på Savoy Hotel, hvor han havde tilegnet sig en idé om, hvad der appellerede til den engelske overklasse. I London havde Guccio lært sig den raffinerede æstetik og smag. Fornemmelsen tog han i begyndelsen af 1920'erne med hjem til sin fødeby Firenze. I Firenze udnyttede han sin viden og åbnede en forretning, som i første omgang solgte lædervarer og tasker. Toscanas håndværkere skulle  vise sig at være de rigtige til at føre Guccis visioner ud i livet.
På få år fik mærket Gucci stor succes. Det lykkedes for Gucci at skabe sig ry som et eksklusivt mærke, og Guccis varer blev nogle af de mest eftertragtede hos det sofistikerede europæiske publikum. Desuden blev varesortimentet nu udvidet med kufferter, handsker, sko og bælter. De nye produkter blev hurtigt et hit.
Under anden verdenskrig fik Gucci problemer med materialer af tilstrækkelig kvalitet. På trods af de udfordringer, som Italiens fascistiske diktatur medførte, blev Guccis varemærke stadig mere og mere kendt.
The Bamboo Bag blev introduceret i 1940 og blev den første i en lang række af ikoniske Gucci produkter.
Efter anden verdenskrig åbnede Gucci butikker i Milano, New York, London, Palm Beach, Paris og Beverly Hills. I forlængelse af den "imperialistiske" markedsførelse blev Gucci et verdenssymbol for moderne luksus.
I 1953 døde grundlæggeren, Guccio Gucci. Som bekendt falder æblet ikke langt fra stammen, men at fire æbler falder på samme sted, kan næppe betragtes som statistisk signifikant. Men Guccios fire sønner gik alle i fars fodspor og overtog driften af virksomheden i et stort familiesamarbejde.
I 1960'erne tilføjes endnu et tillægsord til Gucci: Ordet er tidløs. Gucci blev synonym med tidløs elegance. Flere kendisser blev direkte og indirekte reklamesøjler for varemærket. Blandt Guccis stjerner i 1960'erne er Jacqueline Kennedy, Grace Kelly, Elizabeth Taylor, Peter Sellers og Samuel Beckett. Derudover blev dele af Guccis klassiske kollektioner optaget på Costume Institute, Metropolitan Museum of Art i New York.
I slutningen af 1960'erne opstod Guccis velkendte G-logo.

## Seneste udvikling
Udviklingen og fingerspitzgefühl har gjort Gucci til et af verdens førende varemærker som et mix af tradition og innovation. Ifølge Gucci selv skyldes den dundrende succes den rette strategiske vision og ledelseskvaliteter. Det har skabt en solid økonomi for brandet.
Dog må Gucci, på lige fod med de andre verdenskendte mærker, se markedsandele gå til nye brands, både som følge af enkelte modefænomener og vestens stigende lønninger, der giver flere og flere muligheden for at købe de kendte mærker, så de, der vil være i "eliten" vælger endnu dyrere mærker eller mærker med begrænset produktion for at kunne skille sig ud fra mængden.
I starten af 1990’erne blev Tom Ford udnævnt som kreativ direktør, efter at Dawn Mello vendte tilbage til sit job i New Yorks eksklusive stormagasin Bergdorf Goodman.
Efter at Tom Ford havde arbejdet for mærket, fik Gucci Group tre nye designere, der førte mærkets succes videre. De tre var John Ray, Alessandra Facchinetti og Frida Giannini, der alle havde arbejdet for Ford.
Facchinetti blev kreativ direktør for “Women's wear” i 2004 og designede i to sæsoner, før hun forlod Gucci. Ray var kreativ direktør for “Menswear” i tre år. Den 32 årige Giannini, som havde været ansvarlig for både herrernes og kvindernes accessories, blev kreativ direktør for hele mærket.
I 2006 blev Frida Giannini forfremmet til kreativ direktør for hele mærket. I 2009 blev Patrizio di Marco CEO for Gucci og erstattede Mark Lee.
Marco Bizzarri blev CEO d. 12. December 2014, og Alessandro Michele blev Guccis nye kreative direktør d. 21 Januar 2015
Gucci har de seneste år afholdt modeshows og lavet kampagner i både New York, London og Tokyo.